# Advocates Library
La Advocates Library es una biblioteca de derecho perteneciente al Colegio de Abogados de Edimburgo, fundada en 1682. Hasta 1925 fue la biblioteca de depósito de Escocia. Posteriormente el papel fue asumido por el Biblioteca Nacional de Escocia.Todas las colecciones no legales fueron enviadas a la Biblioteca Nacional.
Hoy en día, es la única de las bibliotecas de Escocia que recibe una copia de cada libro editado en las islas británicas. La biblioteca forma parte del complejo que incluye la Casa del Parlamento.

## Historia
La biblioteca se inauguró formalmente en 1689. Fue una iniciativa de George Mackenzie .
El actual edificio de la biblioteca fue diseñado por William Henry Playfair en 1830, y es un edificio protegido de categoría A .
El bibliotecario Samuel Halkett inició un catálogo ambicioso, basado en las reglas de John Winter Jones para el catálogo del Museo Británico de 1839, pero con una extensa información biográfica sobre los autores. Se publicó en seis volúmenes, de 1858 a 1878. El sucesor de Halkett, Thomas Hill Jamieson , tuvo que lidiar con un incendio que dañó algunos miles de libros el 9 de marzo de 1875. 
En 1923, la biblioteca tenía alrededor de 725.000 libros y folletos.

## Obras curiosas
Entre las joyas bibliográficas existentes en la Biblioteca se halla un manuscrito iluminado realizado entre los años 1465 y 1489 pintado con cera pura de abeja.